# Staffel (Berg)
Der Staffel ist ein 1532 Meter hoher Berg in den Bayerischen Voralpen, der Tal und Ortschaft Jachenau auf deren Südseite um ca. 800 m überragt. Er war während der Würmeiszeit ein sogenannter Nunatak, der mit seinem Gipfel ca. 100 m aus dem Eisstrom herausragte.
Die Flanken des pyramidenförmigen Berges sind bis in die Gipfelregion bewaldet. Lediglich auf der Südseite finden sich bei den Almhütten ausgeprägte Lichtweiden. Die infolge der Stürme Vivian und Wiebke im Februar 1990 entstandenen großen Kahlflächen in der Nordflanke wurden in der Folgezeit durch Borkenkäferbefall zunächst noch vergrößert; inzwischen haben aber Anpflanzung und Naturverjüngung die waldwirtschaftliche Situation verbessert. Geologisch besteht der Staffel nordseitig aus Plattenkalk und südseitig aus Hauptdolomit, wobei die Grenze hart südlich des Gipfels von West nach Ost verläuft.
Wegen seiner isolierten Lage bietet der Staffel eine hervorragende Aussicht auf Karwendel und Wetterstein sowie einen beeindruckenden Tiefblick auf die Jachenau. Der Berg gilt als leichter und beliebter – auch für Familien geeigneter – Ausflugsgipfel. Südseitig unterhalb des Gipfels liegen auf ca. 1400 m die beiden unbewirtschafteten Almhütten der Staffelalm.